# Семс-Корнер (Оклахома)
Семс-Корнер (англ. Sams Corner) — переписна місцевість (CDP) в США, в окрузі Мейз штату Оклахома. Населення — 132 особи (2020).

## Географія
Семс-Корнер розташований за координатами 36°11′54″ пн. ш. 95°13′0″ зх. д. / 36.19833° пн. ш. 95.21667° зх. д. (36.198319, -95.216708).  За даними Бюро перепису населення США в 2010 році переписна місцевість мала площу 2,49 км², уся площа — суходіл.

## Демографія
Згідно з переписом 2010 року, у переписній місцевості мешкало 137 осіб у 49 домогосподарствах у складі 38 родин. Густота населення становила 55 осіб/км².  Було 57 помешкань (23/км²).
Расовий склад населення:
| - 58,4 % — білих - 34,3 % — корінних американців |

До двох чи більше рас належало 7,3 %. Частка іспаномовних становила 0,7 % від усіх жителів.
За віковим діапазоном населення розподілялося таким чином: 24,8 % — особи молодші 18 років, 65,7 % — особи у віці 18—64 років, 9,5 % — особи у віці 65 років та старші. Медіана віку мешканця становила 38,5 року. На 100 осіб жіночої статі у переписній місцевості припадало 114,1 чоловіків;  на 100 жінок у віці від 18 років та старших — 102,0 чоловіків також старших 18 років.
Середній дохід на одне домашнє господарство  становив 88 280 доларів США (медіана — 98 333), а середній дохід на одну сім'ю — 88 280 доларів (медіана — 98 333). За межею бідності перебувало 16,3 % осіб, у тому числі 46,2 % дітей у віці до 18 років та 0,0 % осіб у віці 65 років та старших.
Цивільне працевлаштоване населення становило 55 осіб. Основні галузі зайнятості: публічна адміністрація — 41,8 %, освіта, охорона здоров'я та соціальна допомога — 25,5 %, виробництво — 21,8 %.